# Barbershop: The Next Cut
Barbershop: The Next Cut (Brasil: Um salão do Barulho 3 ) é um filme norte-americano de comédia dirigido por Malcolm D. Lee. É uma sequencia do filme de 2004 Barbershop 2: Back in Business e o quarto filme global da série de filmes Barbershop, que começou com Barbershop (2002) e prosseguiu com Beauty Shop (2005).

## Sinopse
Dez anos se passaram após a última ida a barbearia de Calvin (Ice Cube). Seus amigos de longa data, como Eddie (Cedric the Entertainer) e J.D. (Anthony Anderson) continuam os mesmos. No entanto, uma onda de violência começa a tomar conta do bairro, fazendo com que os moradores se juntem novamente para salvar a comunidade.

## Elenco
- Ice Cube como Calvin Palmer, Jr.
- Cedric the Entertainer como Eddie
- Regina Hall como Angie
- Anthony Anderson como JD
- Eve como Terri
- Lamorne Morris como Jerrod
- Sean Patrick Thomas como Jimmy
- Tyga como Whack MC
- Deon Cole como Dante
- Common como Jabari
- Nicki Minaj como Draya
- Margot Bingham como Bree
- Michael Rainey Jr. como Jalen Palmer
- Troy Garity como Isaac
- Auntie Fee como Madea
- Tia Mowry como Sonya

## Lançamento
Nos Estados Unidos o filme foi originalmente agendado para ser lançado em 19 de fevereiro de 2016, mas foi adiado para 15 de abril de 2016. Segundo o site IMDb no Brasil o filme estava previsto para estrear no dia 19 de Maio de 2016, porém isso não ocorreu, e o filme foi lançado diretamente em DVD em território brasileiro no dia 11 de agosto de 2016.

## Produção
Em 26 de março, 2014, Deadline.com informou que a MGM estava em negociações com Ice Cube para produzir um terceiro filme para a série Barbershop. Em 19 de fevereiro, 2015, Malcolm D. Lee foi chamado para dirigir o terceiro filme, enquanto Ice Cube e Cedric the Entertainer estavam em negociações para se juntar ao filme.  Em 25 de março, 2015, New Line Cinema assinou com a MGM para lançar o filme, enquanto MGM iria lidar com a produção.  A fotografia principal começou em Atlanta, Georgia em 11 de maio de 2015. Em 14 de novembro, 2015, diretor Malcolm D. Lee disse em uma entrevista para o 7th Annual Governors Award ceremony que o título do filme foi alterado de Barbershop 3 para Barbershop: The Next Cut. 